# Magneti Marelli
Magneti Marelli S.p.A. (рус. Маньети Марелли) — итальянская компания, разрабатывающая и производящая электротехнические и электронные устройства и изделия для автомобильной промышленности и мотоциклов, дочерняя компания FIAT Group.

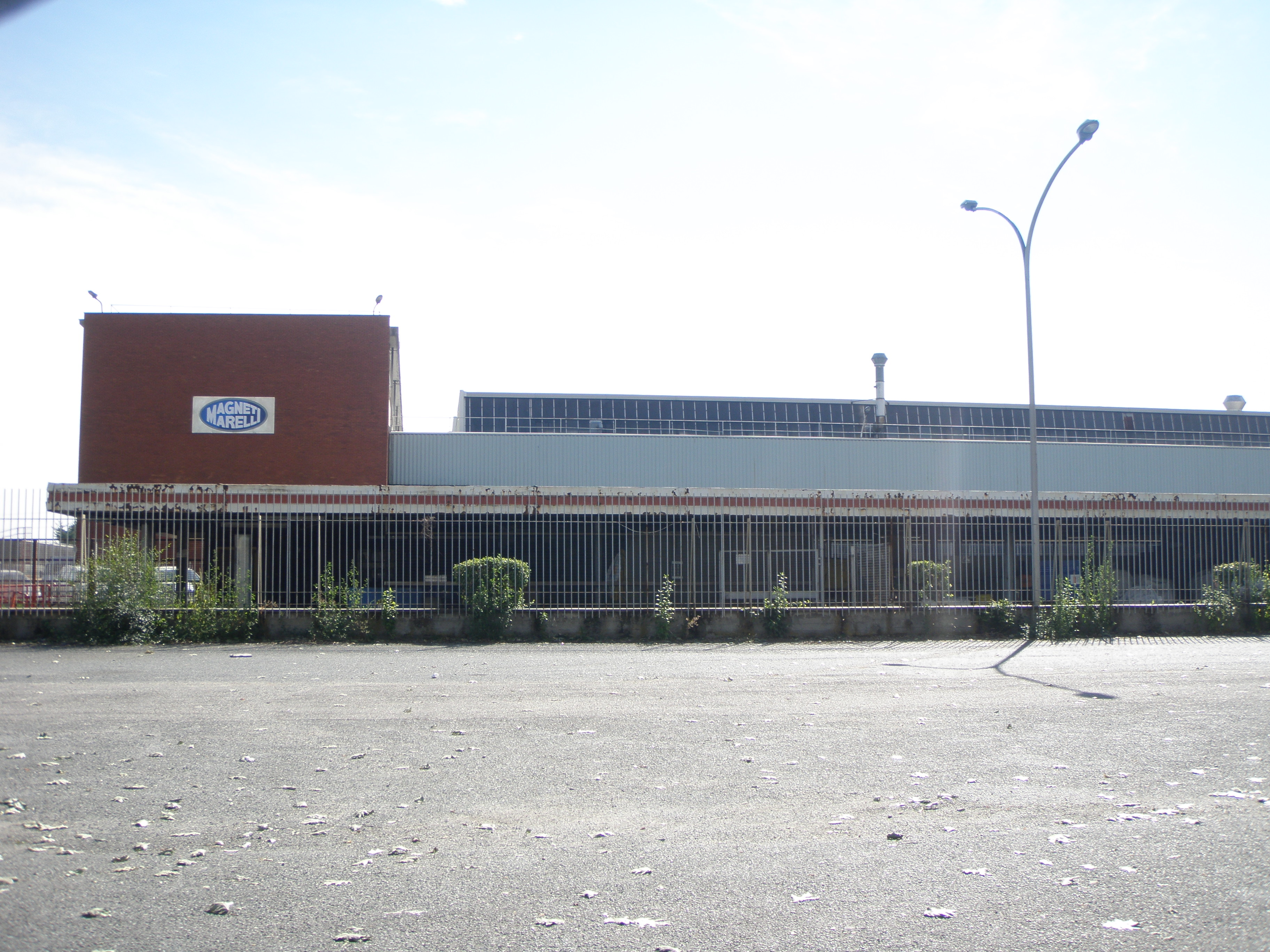
Производственный корпус Magneti Marelli

Центральный офис компании расположен в городе Корбетта (провинция Милан).
В 2008 году: число сотрудников — 28 000 человек, оборот — 5,4 млрд евро.
Magneti Marelli была основана в 1919 году как совместное предприятие компанией FIAT и Эрколе Марелли (Ercole Marelli, 1891–1993), и была названа F.I.M.M. (Fabrica Italiana Magneti Marelli). Первый завод был открыт в городе Сесто-Сан-Джованни близ Милана.

## Деятельность
Компания имеет 56 заводов, 9 научно-исследовательских и 27 прикладных центров в Италии, Франции, Германии, Испании, Польше, Чехии, Турции, США, Мексике, Бразилии, Аргентине, Китае, Малайзии и ЮАР, также в России.
Компания широко известна как технологический партнёр многих команд в моторных видах спорта: Чемпионате мира Формулы-1, Чемпионате мира по ралли (WRC), Чемпионате мира по мотогонкам MotoGP и др. Magneti Marelli разработала систему рекуперации кинетической энергии (KERS) для команд Формулы-1 — Ferrari, Renault, Toyota, Toro Rosso и Red Bull. Однако система оказалась в большинстве случаев малоэффективной и её использовали в сезоне 2009 года только две первые команды, причём не во всех гонках. В 2011 и 2012 году KERS производства Magneti Marelli использовали команды Ferrari, Toro Rosso, Sauber и Lotus Renault.
Под маркой Magneti Marelli производятся аккумуляторные батареи для автомобилей FIAT.